# 广州地铁24号线
广州地铁24号线是广州地铁的规划城市軌道交通线路。全線大致呈南北走向，連接花都區、白雲區、越秀區和海珠區，串連广州北站和广州白云站兩大鐵路樞紐。
該線廣州北站至紀念堂段現時已經納入《廣州市城市轨道交通第三期建設規劃調整》，目前分别以8号线北延段及其支线的名义进行报批。上述两段均已于2022年11月获相关批复。

## 概要

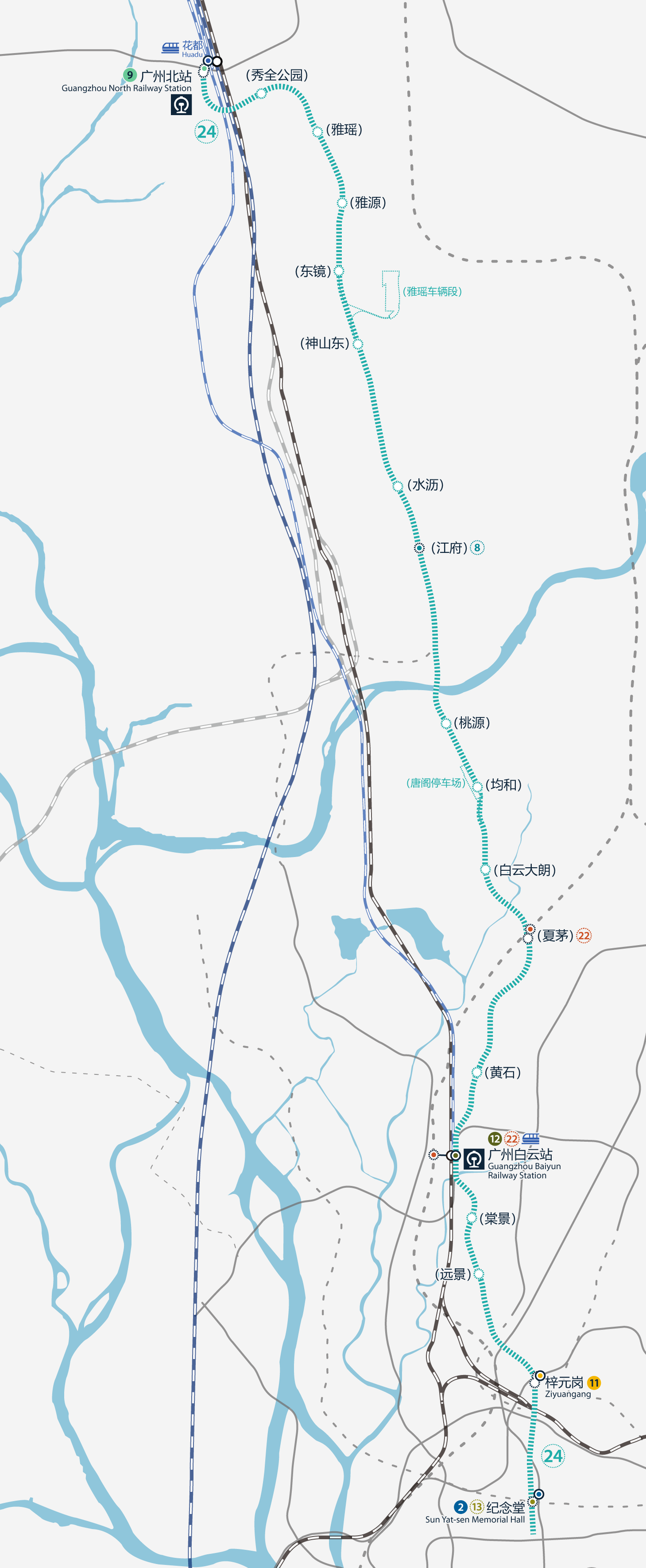
24號線線路圖，按真實走向比例繪畫

24號線起點為廣州北站西廣場下方新建的地鐵站，沿京廣高鐵西側向東南偏南行走，下穿铁路后轉入华南路，再下穿秀全公園；隨後轉入廣花公路繼續往南行走。線路下穿流溪河，在新石路口轉入夏花一路繼續向南延伸，返回廣花公路後再次轉向西南，抵達國鐵广州白云站東廣場。隨後線路轉向東南進入三元里大道，再进入解放北路，最后抵達位於東風西路口的終點紀念堂站。
24號線將在8號線和2號線、3號線之間增加一條地鐵南北大動脈，填補了白雲區西部廣花公路沿線的軌道交通空白，可供广州白云站客流快速到達市中心，加強广州白云站南北向的直達性，同時亦為花都提供一條直接前往廣州中心城區的地鐵線路。
24號線的車輛段為雅瑤車輛段，位於廣花公路和规划白云六线路口以東，广东江南理工高级技工学校西侧；另外設置唐閣停車場，位於廣花公路和夏花二路之间。

## 歷史

### 規劃
在1997年的地鐵規劃（《廣州市城市快速軌道交通線網規劃研究（最終報告）》）中，當時方案中的2號線在機場路黃石路口分出一條支線，沿廣花路，到達江高鎮一帶。但是2000年後，江高支線的規劃被取消。其後在2003年的規劃中，亦有計劃利用京廣鐵路，開設市郊通勤列車來往廣州北站和廣州火車站，但因京廣鐵路運輸過於繁忙等原因，該計劃後來亦告吹。
進入2014年，廣州市規劃局透露研究把8號線經江高鎮，再沿廣花公路延長至廣州北站，隨後該段作為8號線北延段（滘心至廣州北站段，又稱為8號線北北延段）於2017年3月下旬獲國家發改委批覆立項。不过8號線延長至廣州北站後，線路從廣州北站至萬勝圍站全長將超過50公里，且8號線的最高運行速度只有每小時80公里，因此引起不少市民對線路運行效率的極大爭議，更有專家表示在運營的角度對延長計劃提出質疑。惟同年7月，时任广东省长朱小丹建议提前实施8号线接入广州北站，广清城际广州北至石井段即可不需同时实施；广州当局故决定提前实施该延长段。
為解決線路過長及車站數目過多等問題，2017年9月下旬線路規劃和設計方決定在江府站預留拆解條件，留待遠期將江府至廣州北站區間拆離8號線，再延長成一條新線路獨立運營。同時8號線北北延段的雅瑤停車場將進行升級改造，成為雅瑤車輛段。其後根據國鐵广州白云站土建招標文件中的信息，江府至廣州北站一段拆解後將獲得24號線的編號，並從江府站大致往南延長，經過白云站，進入廣州市區。
在2020年的广州市城市轨道交通第三期建设规划调整环评公示中，本线广州北站至纪念堂一段以“八号线北延段拆解线”的名义进行公示。相较于2017年获批的方案中，增设了秀全公园、雅源、均禾三站和唐閣車輛段，而雅瑶至江府区间的高架路段改为地下。
第三期建设规划调整已于2022年6月上报国家发改委。同年8月的招标文件显示，与两年前的环评文件相比，全线拟新增1座车站，换乘站个数增加2个，线路里程亦增加0.1km。
2022年10月31日，广州地铁方面对本线环评报告进行公示。与两年前的环评文件相比，线路两座车辆基地的功能进行了互换，即唐阁车辆段调整为唐阁停车场、雅瑶停车场调整为雅瑶车辆段；线路在梓元岗至远景站区间的走向亦有所调整，不再绕经机场路，直接沿三元里大道由南向东北敷设线路，避开了全国重点文物保护单位三元里平英团遗址的建设控制地带。新走向与2号线三元里站的位置相交，但并未设站换乘；全线车站维持在18座，未如此前招标文件所述有车站新增。
而在2022年12月的稳评公示中，24号线江府至纪念堂段转以“8号线北延段支线”称呼，江府至广州北站段则再次回归至“8号线北延段”主线（滘心至广州北站段）范围内，以符合建设规划调整不得新增线路的要求。
虽然在本次线路名义的调整后，不再使用24号线的称呼。但8号线北延段江府至广州北站区间采取最高100km/h的时速，与支线江府至纪念堂段一致；同时在线路配线等安排上，仍按照两段为同一条新线路（24号线）进行设置。
因线路所属的项目发生了变化，相关招标及前期评估工作需要重新进行。2023年1月初，江府以南以及江府以北分别公示了社会稳定性评估报告；同年3月，线路两段环评分别获得批复，随即进行施工总承包招标。
为配合广州火车站片区改造及改善线网通达性，当局拟为24号线新增预留三元里站，在继纪念堂站后再多一站和2号线换乘。

### 建设
本线于2023年5月正式动工，其中雅瑶站作为首个围蔽的站点，正式进入前期施工。同年6月28日，本线与8号线北延段在凤翔路站举行了开工仪式。
2025年4月，水沥站成为本线首座封顶车站。
2025年6月，江府站至水沥站区间左线盾构始发，为本线首个盾构始发的区间。

## 车站
目前計劃廣州北站－紀念堂段設18個車站，而纪念堂以南段规划仍未稳定。
| 工程 | 规划站名   | 换乘路线                                                  | 所在地 | 当前状态 | 车站形式                  |        |
| 24号线 | 24号线     | 24号线                                                    | 24号线 | 24号线   | 24号线                    | 24号线 |
| --- | ---------- | --------------------------------------------------------- | ------ | -------- | ------------------------- | ------ |
| 八号线北延段主线 | 广州北站   | 9号线 903 花都站：广清城际铁路、广州东环城际铁路 广州北站 | 花都区 | 建设中   | 地下岛式站台              |        |
| 八号线北延段主线 | 秀全公园   |                                                           | 花都区 | 建设中   | 地下岛式站台              |        |
| 八号线北延段主线 | 雅瑶       |                                                           | 花都区 | 建设中   | 地下岛式站台              |        |
| 八号线北延段主线 | 雅源       |                                                           | 花都区 | 建设中   | 地下岛式站台              |        |
| 八号线北延段主线 | 东镜       |                                                           | 花都区 | 建设中   | 地下岛式站台              |        |
| 八号线北延段主线 | 神山东     |                                                           | 白云区 | 建设中   | 地下岛式站台              |        |
| 八号线北延段主线 | 水沥       |                                                           | 白云区 | 建设中   | 地下岛式站台              |        |
| 八号线北延段主线 | 江府       | 8号线                                                     | 白云区 | 建设中   | 地下双岛式月台[L8]        |        |
| 八号线北延段支线 | 桃源       |                                                           | 白云区 | 建设中   | 地下岛式站台              |        |
| 八号线北延段支线 | 均禾       |                                                           | 白云区 | 建设中   | 地下岛式站台              |        |
| 八号线北延段支线 | 白云大朗   |                                                           | 白云区 | 建设中   | 地下岛式站台              |        |
| 八号线北延段支线 | 夏茅       | 22号线                                                    | 白云区 | 建设中   | 地下岛式站台              |        |
| 八号线北延段支线 | 黄石       |                                                           | 白云区 | 建设中   | 地下岛式站台              |        |
| 八号线北延段支线 | 广州白云站 | 12号线 1205、22号线 广州白云站、 广清城际铁路             | 白云区 | 建设中   | 地下三島西班牙式月台[L12] |        |
| 八号线北延段支线 | 棠景       |                                                           | 白云区 | 建设中   | 地下岛式站台              |        |
| 八号线北延段支线 | 远景       |                                                           | 白云区 | 建设中   | 地下岛式站台              |        |
| 八号线北延段支线 | 梓元岗     | 11号线 1113                                               | 白云区 | 建设中   | 地下岛式站台              |        |
| 八号线北延段支线 | 纪念堂     | 2号线 214、13号线                                         | 越秀区 | 建设中   | 地下岛式站台              |        |
| 註釋 |            |                                                           |        |          |                           |        |
| - 24号线（8号线北延段及其支线）工程仍在建设中，最终设站及车站命名情况须以有关部门批复为准。 - 所有以斜体标识的线路和车站均未开通。 - L8 24號線與8號線共用，其中24號線使用外側。 - L12 24號線與12號線共用，其中24號線使用两侧岛式站台的最外側。 |            |                                                           |        |          |                           |        |
| 论 编 |            |                                                           |        |          |                           |        |

### 换乘站
目前已知全线將會有以下換乘站：
- 廣州北站：换乘9号线。9号线建造时未作出预留，预计通過站厅通道换乘。
- 江府站：换乘8号线。此站将建成雙島式站台，可供8號線及24號線實現顺向同台換乘，並設有8、24號線的聯絡線。
- 夏茅站：换乘22号线北延段（芳白城际）。兩線呈倒“V”字型，22号线建设时将预留换乘通道，预计为站厅换乘。
- 广州白云站：换乘12号线、22号线及佛山6号线，同時預留一條新規劃線路接入。车站将设于国铁白云站东广场，地鐵樞紐車站隨國鐵車站統一設計，同步建成。在建设期间12號線将建成三島四線式月台：12號線使用中間的兩條路軌和中央的島式月台；24號線將使用外側的兩條路軌，外側兩個島式月台供12號線和24號線實現站台平行換乘；同時预留L型節點与规划中的佛山6号线和预留新线換乘；以及與位於白云站西廣場的22号线通过站廳換乘；車站西廣場一側亦將設有地下通道，連接至8號線石潭站[5]。
- 梓元崗站：换乘11号线。11號線建設時未知預留情況。
- 紀念堂站：换乘2号线及13号线。13號線車站建设时已作出预留，其站台层设有通往24号线站台的换乘节点；與2號線則需通過13號線車站實現间接換乘[26]。

## 車輛
24號線將維持使用6節編組A型列車，列车的最高设计速度則提升为100km/h。

## 未来发展

### 南延
仍在規劃中的24號線南段，曾計劃從紀念堂站繼續往南，經人民路、海珠路，然後過江進入海珠區，沿寶崗大道、燕翔路繼續往東南方向行走，最終轉入工業大道，抵達終點石溪站。但其後設計中，紀念堂站計劃設於解放北路東風西路口以南，其站後存車線及正線更繼續沿解放北路往南延伸至公園前站附近，線路難以再轉入人民路，令南段的規劃走線和設站變得不明朗。在2020年11月获批的《广州市轨道交通线网规划（2018-2035）》中，本线规划改为行走解放中路、海珠南路、宝岗大道后沿珠江后航道东岸延长至沥滘站。

### 北延（已搁置）
清远市于2019年发布的《广清轨道交通衔接概念规划》草案中，提议将24号线由广州北站向北延伸，经狮岭大道、山前旅游大道延至清远，止于广清合作园；不过广州方面并没有24号线向北延伸的规划。根据线路环评报告，24号线（现为8号线北延段）广州北站位于9号线车站南侧，使用站前折返模式，站台和路轨更与既有9号线同层，使其无法向北延伸；新环评书中，更专门提及线路不预留往北延伸的条件。